# Яшкукуль (муниципалитет)
Яшкукуль (исп. Yaxkukul) — муниципалитет в Мексике, штат Юкатан, с административным центром в одноимённом городе. Численность населения, по данным переписи 2010 года, составила 2868 человек.

## Общие сведения
Название Yaxkukul c майяйского языка можно перевести как: место поклонения богам.
Площадь муниципалитета равна 50 км², что составляет 0,12 % от площади штата, а максимальная высота равна 10 метрам над уровнем моря.
Он граничит с другими муниципалитетами Юкатана: на севере с Мокочой, на северо-востоке с Бакой, на юго-востоке с Тишкокобом, на юго-западе с Меридой, и на северо-западе с Конкалем.

## Учреждение и состав
Муниципалитет был образован в 1918 году, в его состав входит 7 населённых пунктов, самые крупные из которых:
| Код INEGI                  | Населённый пункт                                                                     | Численность населения (2005 год) | Численность населения (2010 год) |
| -------------------------- | ------------------------------------------------------------------------------------ | -------------------------------- | -------------------------------- |
| 105                        | Всего                                                                                | 2656                             | 2868                             |
| 0001                       | Яшкукуль (исп. Yaxkukul) 21°03′42″ с. ш. 89°25′12″ з. д. (административный центр)    | 2610                             | 2825                             |
| 0007                       | Сан-Франсиско (исп. San Francisco) 21°02′35″ с. ш. 89°25′08″ з. д.                   | 22                               | 16                               |
| 0002                       | Сан-Хуан-де-лас-Флорес (исп. San Juan de las Flores) 21°04′22″ с. ш. 89°25′06″ з. д. | 20                               | 8                                |
| —                          | Прочие                                                                               | 4                                | 19                               |
| Названия на карте Генштаба |                                                                                      |                                  |                                  |

## Экономика
По статистическим данным 2000 года, работоспособное население занято по секторам экономики в следующих пропорциях:
- производство и строительство — 48,8 %;
- торговля, сферы услуг и туризма — 31,7 %;
- сельское хозяйство и скотоводство — 19 %;
- безработные — 0,4 %.

## Инфраструктура
По статистическим данным 2010 года, инфраструктура развита следующим образом:
- протяжённость дорог: 26,9 км;
- электрификация: 98,7 %;
- водоснабжение: 89,1 %;
- водоотведение: 68 %.

## Достопримечательности
В муниципалитете можно посетить бывшую асьенду Сан-Хуан-де-Флорес, а также церковь Канделарии, построенные в XVIII веке.

## Фотографии

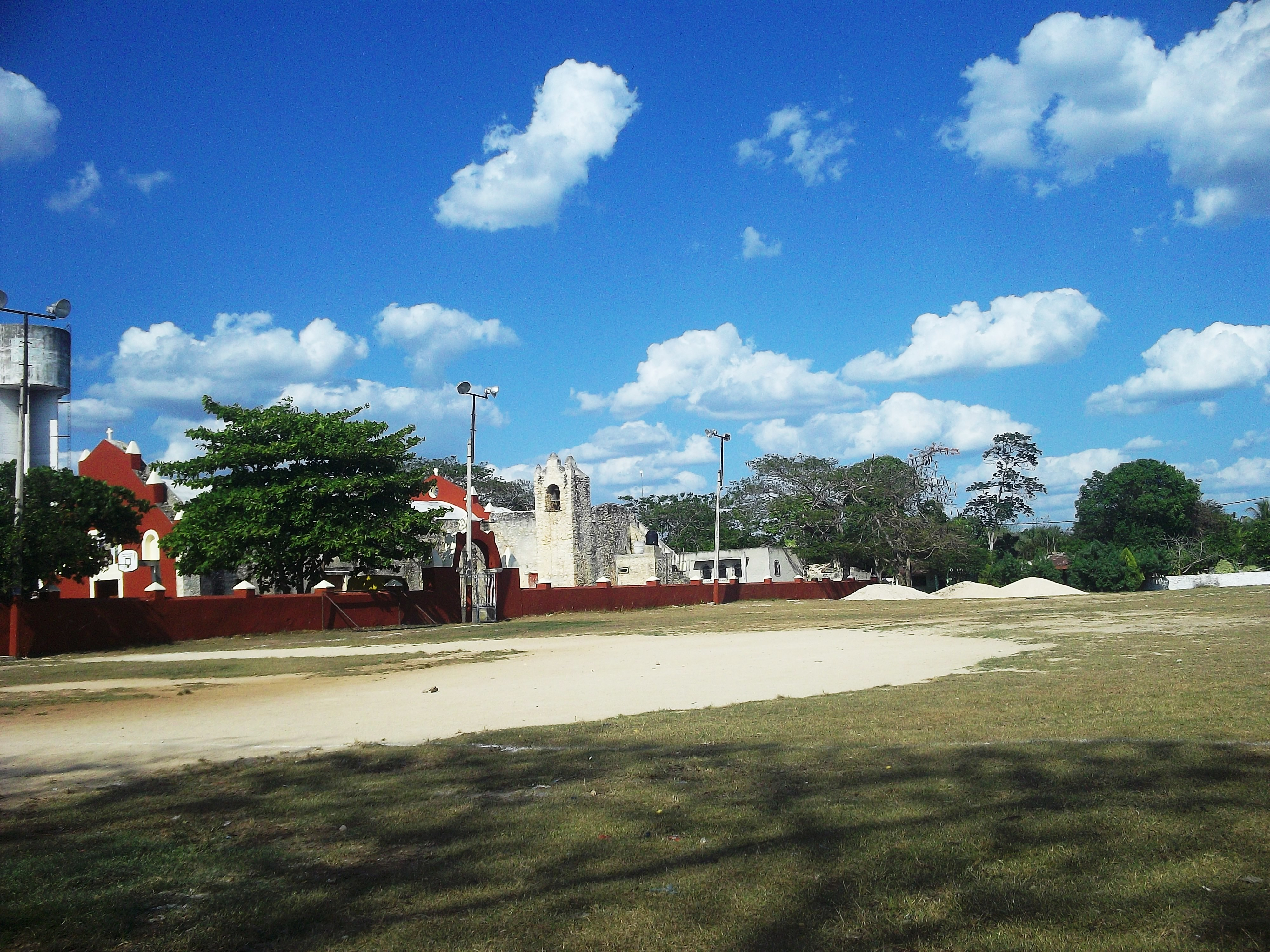
Центр Яшкукуля
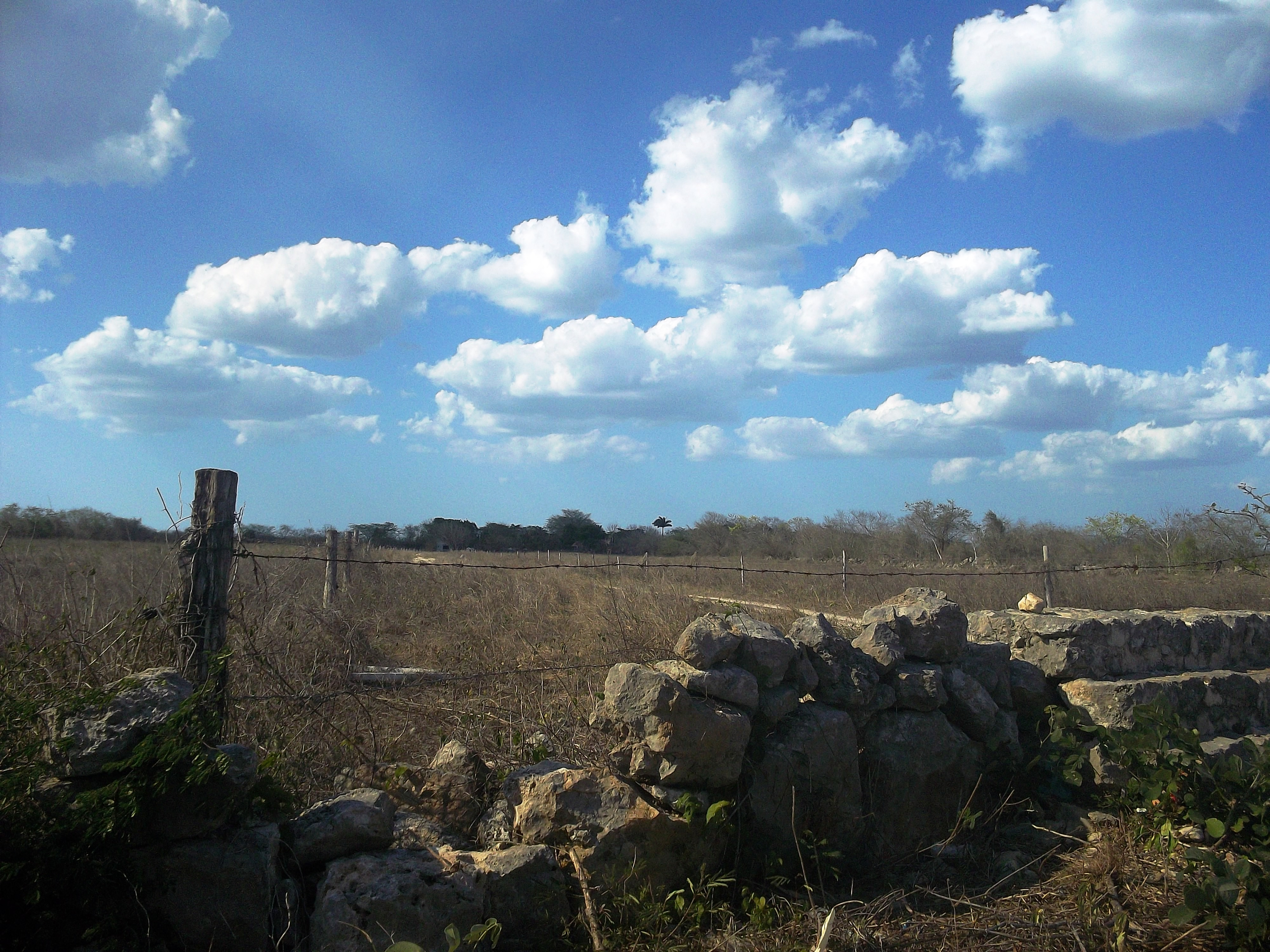
Сан-Хуан-де-лас-Флорес